# Arcoppia vittata
Arcoppia vittata är en kvalsterart som beskrevs av Hammer 1979. Arcoppia vittata ingår i släktet Arcoppia och familjen Oppiidae. Inga underarter finns listade i Catalogue of Life.